# Buskett Gardens

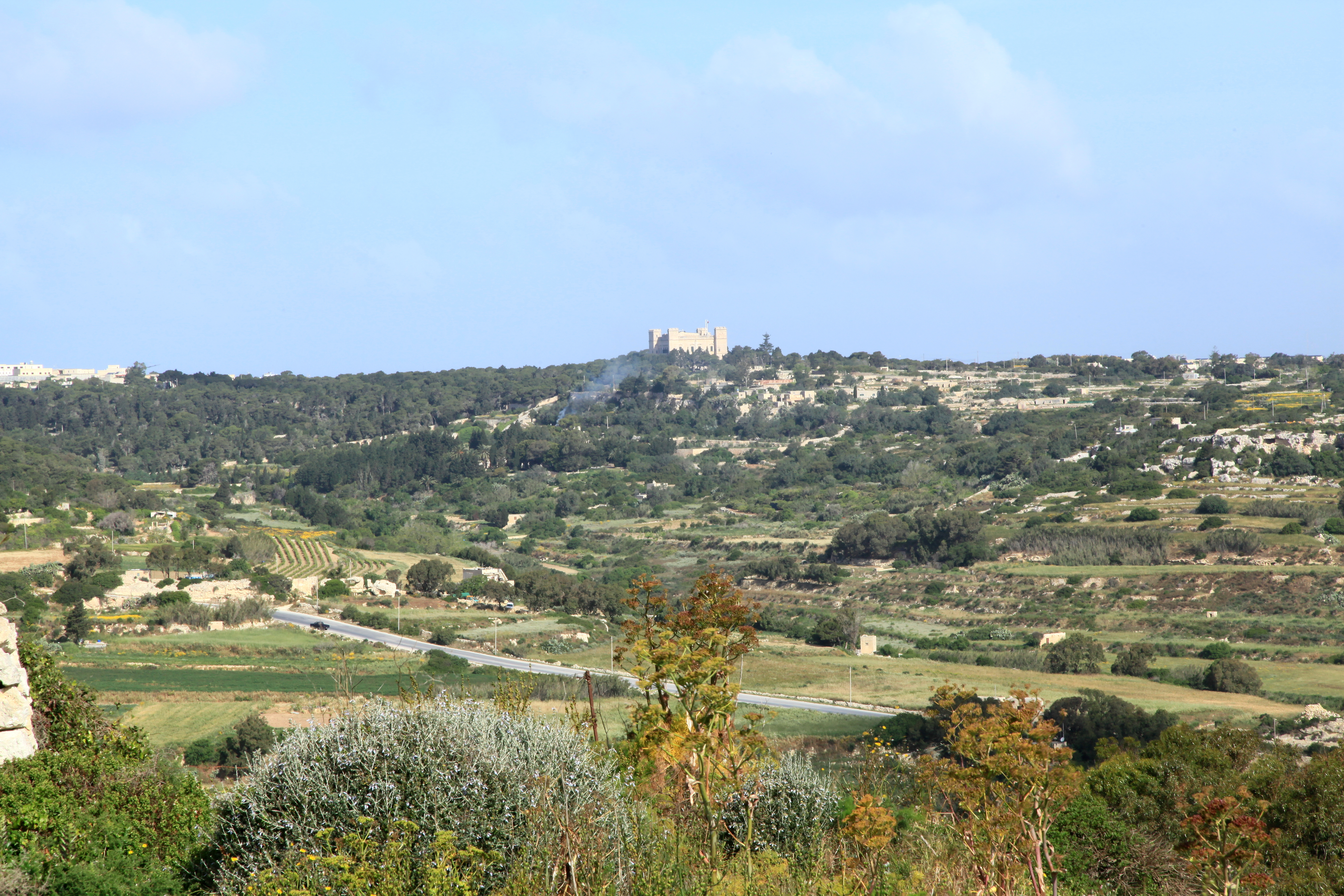
Blick auf die Buskett Woodlands von Siġġiewi aus

Die Buskett Gardens (von italienisch boschetto ‚Wäldchen‘), auch Buskett Woodlands genannt, sind das größte Waldgebiet in Malta. Die parkähnliche Anlage in der Gemeinde Siġġiewi ist als einziges naturnahes Waldgebiet der maltesischen Inseln von erheblicher ökologischer und landschaftspflegerischer Bedeutung, da dort viele bedrohte und endemische Arten des Archipels heimisch sind. Darüber hinaus ist es ist ein beliebtes Naherholungsgebiet für die maltesische Bevölkerung.

## Topographie und Bewuchs
Das Gelände, dessen Eigentümer der maltesische Staat ist, erstreckt sich auf einer Fläche von insgesamt 473.694,5 m² (47 ha) im Hinterland der westlichen und südwestlichen Küste der Hauptinsel Malta. Es grenzt an das Gemeindegebiet von Dingli. Im Norden des Gebietes befindet sich der Verdala Palace.
Das Gelände wird durch ein natürliches Tal geteilt, in dem sich wohlgepflegte Zitrusplantagen befinden. Die Hügel hinauf ziehen sich aufgelassene Terrassenfelder und Macchien. Die Gipfel sind bewaldet, hier dominieren Steineichen (Quercus ilex), Johannisbrotbäume (Ceratonia siliqua), Oliven (Olea europaea) und Aleppo-Kiefern (Pinus halepensis).
Auf der gegenüberliegenden Seite wachsen auf einem Plateau in verschiedenen Mikrohabitaten, die sich in natürlichen Mulden des Kalksteins entwickelt haben, zahlreiche Arten krautiger Pflanzen, darunter wilder Thymian (Thymus), seltene Zwiebelpflanzen und Orchideen (Orchidaceae). Die vorherrschenden laubabwerfenden Baumarten sind Weißpappel (Populus alba) sowie Arten aus den Gattungen der Eschen (Fraxinus) und Ulme (Ulmus).

## Geschichte
I Giardini del Boschetto, so die ursprüngliche Bezeichnung, wurden unter der Herrschaft verschiedener Großmeister des Malteserordens angelegt und vielfach erweitert. Wie aus zeitgenössischen Handschriften hervorgeht, war Großmeister Jean de la Valette der erste, der dort ein Jagdhaus in Auftrag gab. Seine Nachfolger erwarben immer mehr Land und vergrößerten so in den 200 Jahren der Ordensherrschaft das Anwesen. Hugues Loubenx de Verdale ließ von Girolamo Cassar den Verdala Palace als befestigte Sommerresidenz und Jagdschloss erbauen.

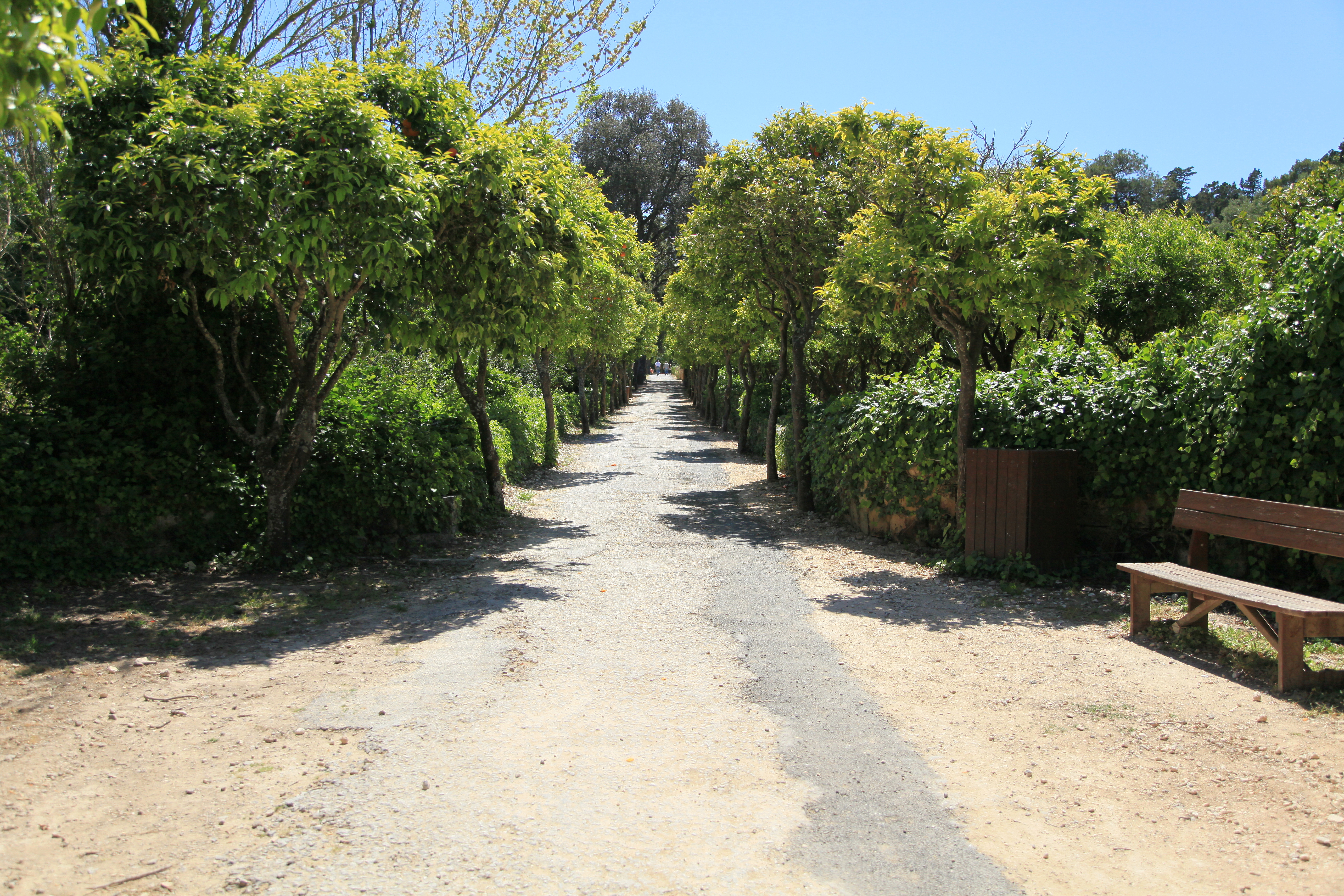
Allee vom Verdala-Palast in die Gärten

Der Johanniter Fra Giovan Francesco Abela erwähnt 1647 in seinem Werk Descrizzione di Monte Verdala col Boshetto, dass eine Anzahl von Obstgehölzen und anderen dekorativen Bäumen im Boschetto gepflanzt worden seien, besonders unter der Herrschaft des Großmeisters Jean de Lascaris-Castellar. Abela zufolge ließ de Lascaris zudem Wildgehege, ein Bewässerungssystem, Springbrunnen und Fischteiche anlegen. Auch die Umwandlung der Gesamtanlage in einen Barockgarten geht im Wesentlichen auf Großmeister Jean de Lascaris-Castellar zurück. Er veranlasste ferner den Bau einer beeindruckenden Freitreppe am Verdala-Palast, die auf eine schnurgerade Allee mündet, welche bis in die Gegenwart den Palast mit den Gärten verbindet.

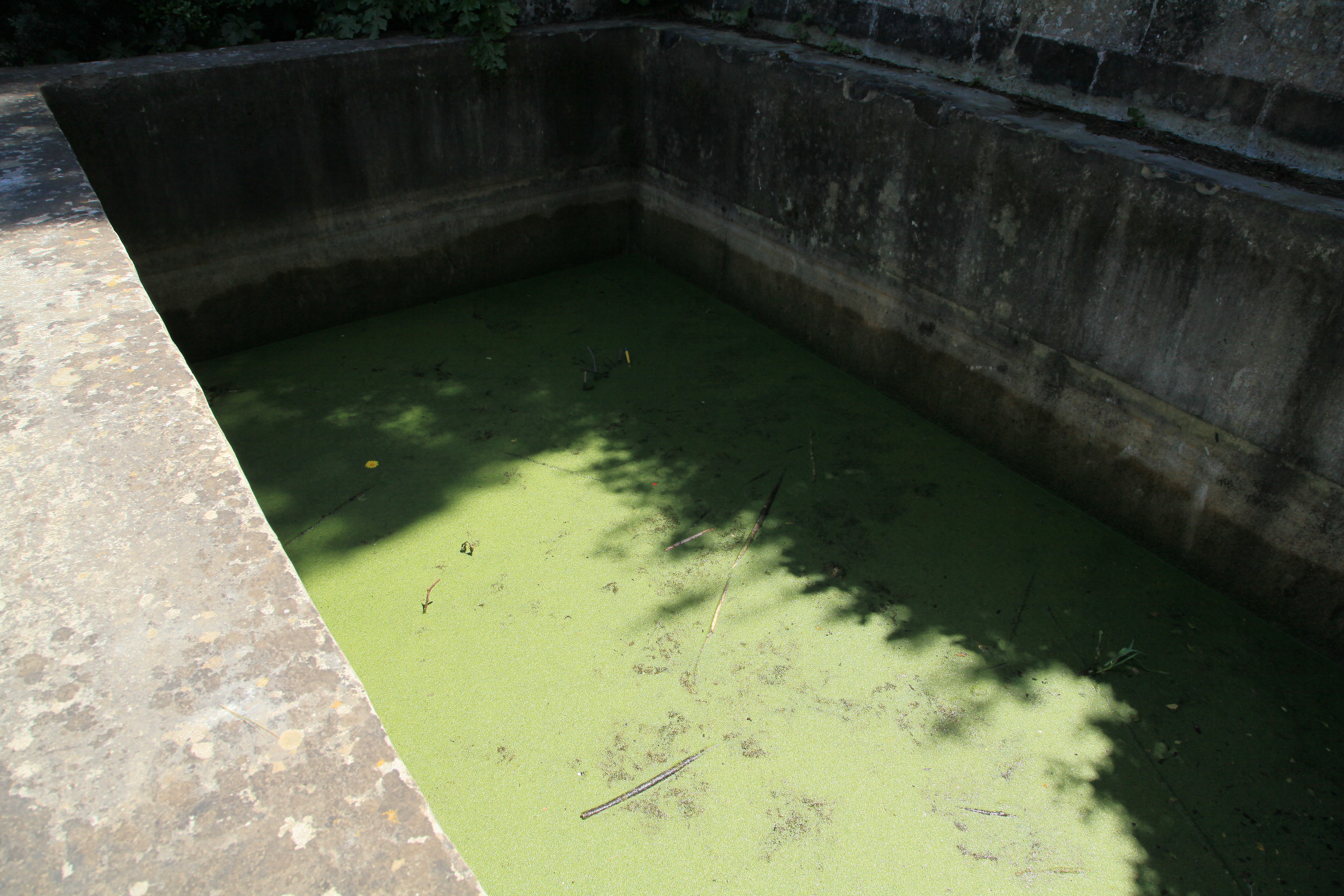
Wasserbassin in den Buskett Gardens

Die Wasserkunst und vier maltesische Bauernhäuser auf dem Gelände wurden im 21. Jahrhundert restauriert und in ihren früheren Zustand versetzt. Allerdings wurden einige Springbrunnen und kleinere Gebäude in der Zeit der britischen Herrschaft (1800–1964) abgebrochen.

## Fauna und Flora

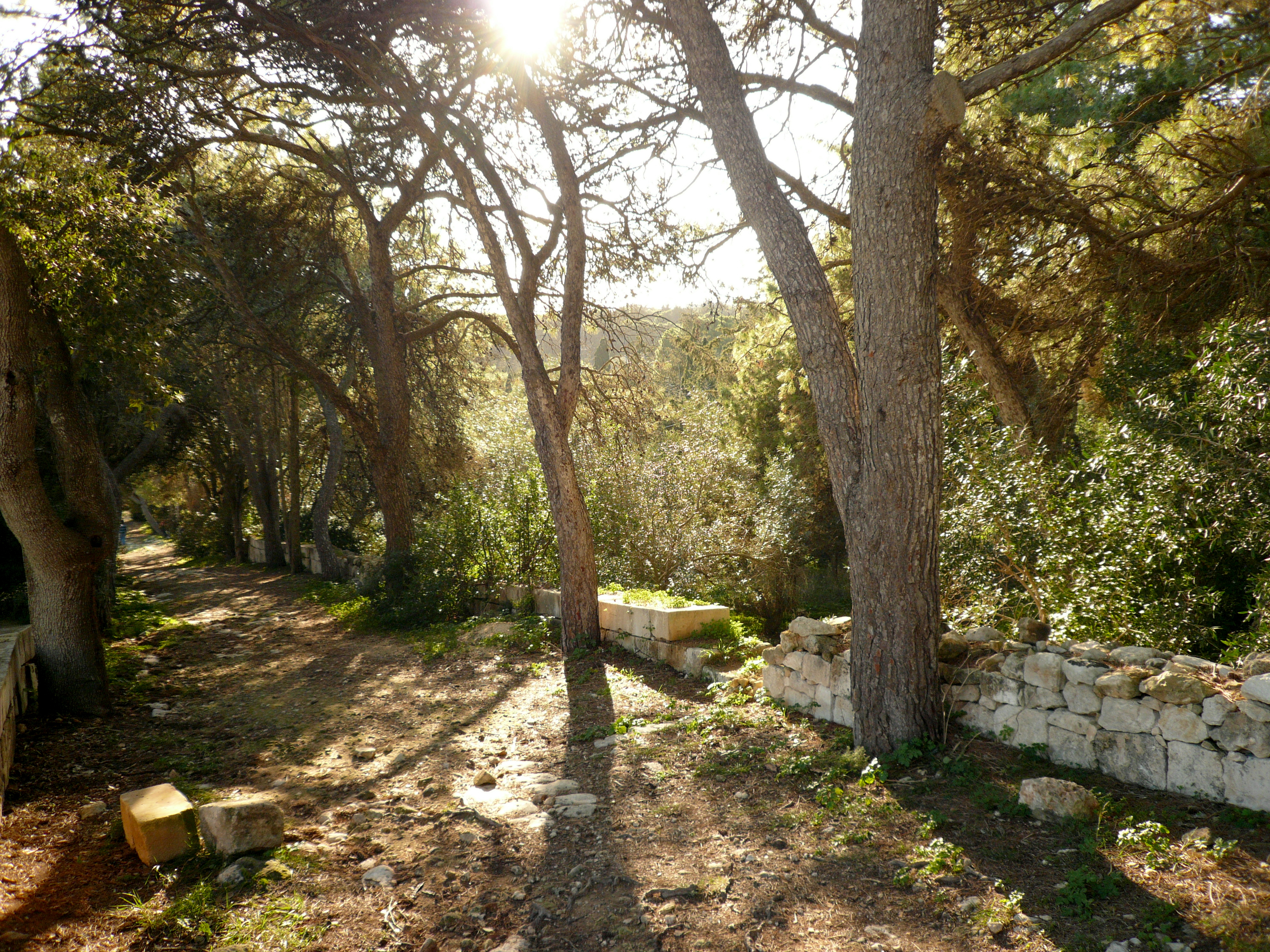
Vegetation in den Buskett Gardens

Neben ihrer kulturhistorischen Bedeutung sind die Buskett Gardens ein wichtiges Rückzugsgebiet vor allem für holzliebende Arten, etwa Insekten, Asseln und Spinnentiere, die auf den maltesischen Inseln nur dort vorkommen.
Arten von besonderer Bedeutung sind beispielsweise:
- Schmalblättrige Esche (Fraxinus angustifolia), hier findet sich die einzige wildlebende Population der Insel
- Silberweide (Salix alba)
- der Kronenbecherling (Sarcosphaera coronaria) kommt auf den maltesischen Inseln nur hier vor
- Gemalter Scheibenzüngler (Discoglossus pictus), die einzige Amphibienart des maltesischen Archipels

## Historische Bauten
- Tal-Għorof Farmhouse
- Tal-Bagħal Farmhouse
- Tal-Ispirtu Farmhouse
- Tal-Bosk Farmhouse

Diese vier maltesischen Bauernhäuser wurden während der Ordensherrschaft erbaut und dienten den Gärtnern und anderen Bediensteten als Wohnung.
Innerhalb der Buskett Gardens finden sich auch archäologisch bedeutsame Zeugnisse: eine punische Katakombe, cart ruts aus der Bronzezeit, unterirdische Getreidemühlen und aus späterer Zeit die Jagdhütte des Großmeisters Jean De Valette.

## Verwaltung
Die Buskett Woodlands stehen unter Verwaltung von Ambjent Malta, einer halbstaatlichen Organisation für den Naturschutz. Diese betreibt und unterhält die Gartenanlagen und das Waldgebiet sowie die Gebäude darin.

## Schutzstatus
Die Buskett Woodlands sind als Natura-2000-Gebiet anerkannt, sie sind von der Republik Malta sowohl als Site of Community Importance (SCI) wie auch als Special Protection Area (SPA) geschützt. Damit gehören sie zu den Gebieten mit der höchsten landschaftspflegerischen und ökologischen Bedeutung auf den maltesischen Inseln.